# Péter Pázmány
Péter Pázmány (1570. – 1637.) bio je mađarski biskup, isusovac i kardinal.
Osnovao je Sveučilište u Budimpešti. Treći je isusovac koji je postao kardinalom. Dodijeljen mu je 6. rujna 1632. kardinalski naslov hrvatske crkve svetog Jeronima u Rimu.
U crkvi sv. Jeronima uklesano mu je ime iza glavnoga oltara na ploči na kojoj se spominje posveta crkve i oltara.

### Članci
- Bogdan, Jure. 2005. Hrvatska crkva svetog Jeronima u Rimu i njezini kardinali naslovnici. Crkva u svijetu. Sveučilište u Splitu - Katolički bogoslovni fakultet. Split. 40 (2): 187–205